# Mezgraja (Babušnica)
Pour les articles homonymes, voir Mezgraja.
Mezgraja (en serbe cyrillique : Мезграја) est un village de Serbie situé dans la municipalité de Babušnica, district de Pirot. Au recensement de 2011, il comptait 31 habitants.
Mezgraja est située sur les bords de la Lužnica, un affluent de la Vlasina.

## Démographie
| 1948 | 1953 | 1961 | 1971 | 1981 | 1991 | 2002 | 2011 |
| ---- | ---- | ---- | ---- | ---- | ---- | ---- | ---- |
| 231  | 223  | 202  | 153  | 105  | 87   | 57   | 31   |

|  |